# Катастрофа Boeing 727 под Ла-Пасом
Катастрофа Boeing 727 под Ла-Пасом — авиационная катастрофа пассажирского авиалайнера Boeing 727-225 американской авиакомпании Eastern Air Lines, произошедшая во вторник 1 января 1985 года в Боливии на горе Ильимани близ Ла-Паса. В катастрофе погибли 29 человек.
Самое высокое на земле место авиакатастрофы (не считая столкновения в воздухе, то есть над землёй) — 6 километров над уровнем моря.

## Самолёт
Boeing 727-225 с регистрационным номером N819EA (заводской — 22556, серийный — 1793) свой первый полёт совершил 12 марта 1982 года, а 7 апреля поступил в американскую авиакомпанию Eastern Air Lines (номер во флоте — 819). Лайнер был оснащён тремя турбовентиляторными двигателями модели Pratt & Whitney JT8D-17AR с силой тяги 16 400 фунтов силы каждый.

## Экипаж
- Командир воздушного судна — 49-летний Лоуренс Т. Кэмпбэлл (англ. Lawrence T. Campbell)[4]
- Второй пилот — 42-летний Кеннет Р. Роудз (англ. Kenneth R. Rhodes)[4]
- Бортинженер — 31-летний Марк С. Бёрд (англ. Mark S. Bird)[4]
- Бортпроводники:
  - Пауль Адлер (исп. Paul Adler),
  - Пабло Летельер (исп. Pablo Letelier),
  - Мэрилин Маккин (англ. Marilyn MacQeen),
  - Роберто О'Брайен (англ. Roberto O'Brien),
  - Паулина Валенсуэла (исп. Paulina Valenzuela).

Также в салоне находились два служебных пассажира — сменный КВС Джозеф Б. Лосет-младший (англ. Joseph B. Loseth, Jr.) и сменный второй пилот Хейвуд Х. Харгроув-младший (англ. Haywood H. Hargrove, Jr.).

## Катастрофа

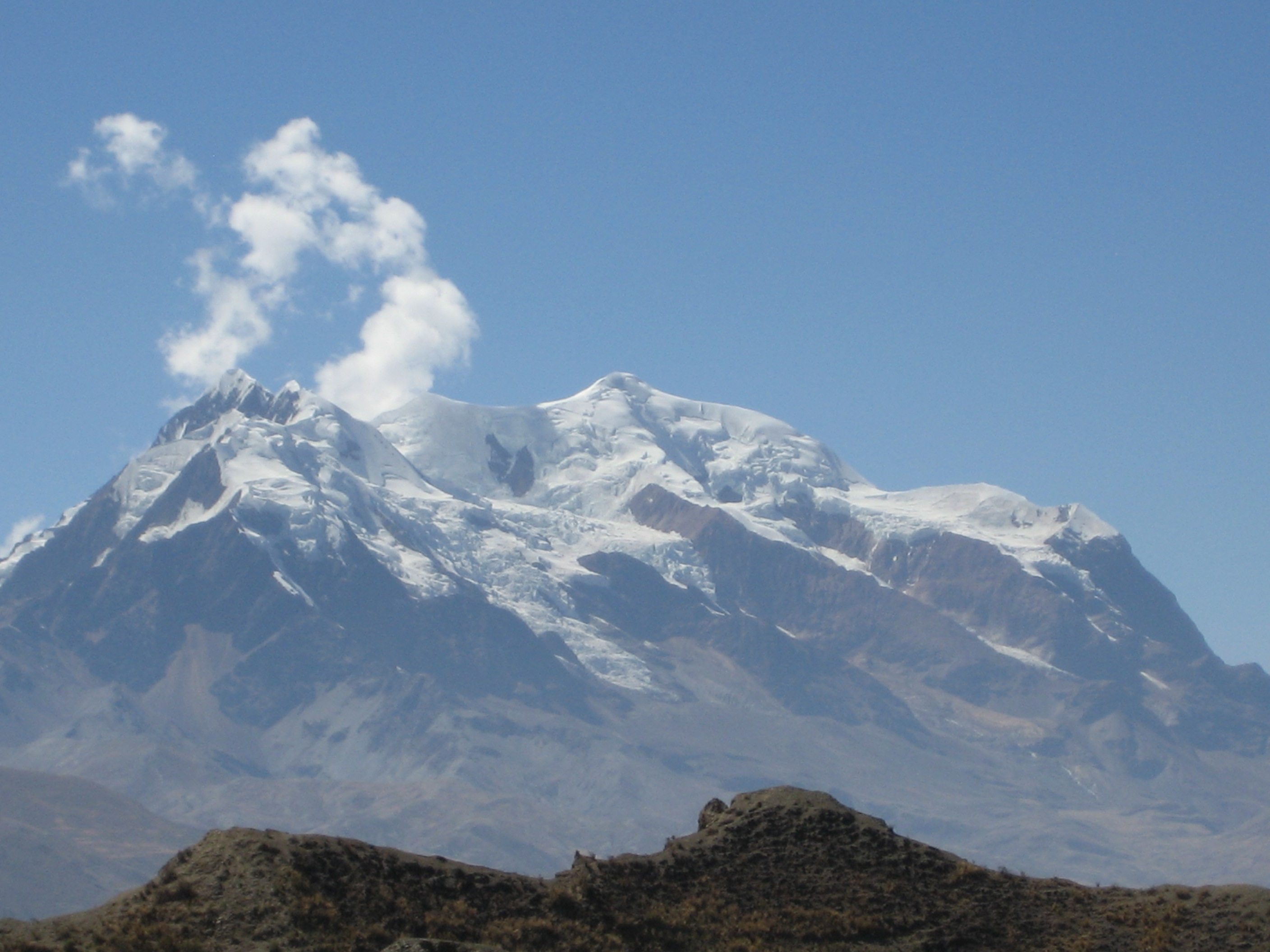
Гора Ильимани

Самолёт выполнял международный пассажирский рейс EA980 из Асунсьона (Парагвай) в Ла-Пас (Боливия) и с 29 людьми на борту (по одним данным — 21 пассажир и 8 членов экипажа, по другим — 19 пассажиров и 10 членов экипажа, в зависимости от учёта служебных пассажиров) вылетел из Асунсьонского аэропорта. В регионе в это время уже стояла ночь и шёл сильный дождь, сопровождаемый туманом. Находясь в 55 милях (102 км) от радиомаяка Ла-Пас, экипаж доложил о прохождении пункта DAKON на высоте 25 000 футов (7620 м). На это диспетчер дал разрешение снижаться и занимать высоту 18 000 футов (5490 м), что экипаж подтвердил. Однако примерно в 20:30 самолёт исчез. На следующий день организованными поисками американскими и боливийскими лётчиками было обнаружено место падения на склоне горы Ильимани (высота 21 тысяча футов или 6462 метра) недалеко от вершины. В 26 милях (48 км) от радиомаяка аэропорта Эль-Альто и в 25 милях от торца полосы 09R летящий на высоте 19 600 футов (5970 м) «Боинг» в лётной конфигурации врезался в гору и полностью разрушился, а все на его борту погибли.

## Расследование
Катастрофа произошла на высоте 6 км, что делает её самой высотной авиакатастрофой на земле, что прибавило сложностей расследованию, поскольку требовалось подняться на высоту для изучения места происшествия. Тогда была организована альпинистская экспедиция, которая смогла добраться к месту падения авиалайнера, где следователи изучили отдельные обломки. При этом работы серьёзно осложнялись плохой погодой и высотной болезнью, поэтому полностью изучить погребённые под снегом обломки оказалось невозможно. Также не были найдены речевой и параметрический бортовые самописцы. Хотя некоторую картину событий сложить все же удалось. Подход к высокогорному аэропорту Эль-Альто должен был выполняться по воздушному коридору UA 320, который проходит по вектору 134° от радиомаяка аэропорта. Однако рейс 980 следовал по вектору 106°, то есть значительно севернее. Вероятно, это было вызвано желанием экипажа обойти дождевые облака. Так как полёт проходил ночью и среди облаков, у экипажа не было визуальных ориентиров, а потому пилоты не успели заметить расположенную впереди по курсу гору.
Благодаря отступлению ледников на горе Ильимани, в 2006 году альпинисты обнаружили обнажившиеся места нескольких авиакатастроф. Среди них было и место катастрофы американского «Боинга», где удалось найти отдельные вещи пассажиров. Однако ни одного тела, либо бортового самописца обнаружено не было. Они всё ещё находятся под слоем льда и снега.